# دوک‌های خواب

ثبت دوک های خواب

دوک‌های خواب (به انگلیسی: Sleep spindle) امواج کوتاهی هستند که با بسامد ۱۴-۱۲ هرتز در خلال مراحل ۴-۱ خواب و در فاصلهٔ زمانی ۵-۲ دقیقه پیدا می‌شوند. 
این امواج نمایانگر فعالیت مکانیسمی است که حساسیت مغز را در برابر اطلاعات حسی کم می‌کند و در استمرار خواب شخص نقش دارند. در اشخاص سالمند این موج‌ها کمتر دیده می‌شود و به همین دلیل سالمندان در طول شب چندین بار از خواب بیدار می‌شوند.